# Justicia faulknerae
Justicia faulknerae är en akantusväxtart som beskrevs av Vollesen. Justicia faulknerae ingår i släktet Justicia och familjen akantusväxter. Inga underarter finns listade i Catalogue of Life.